# Lümanda (Saaremaa)
Koordinaten: 58° 17′ N, 22° 1′ O

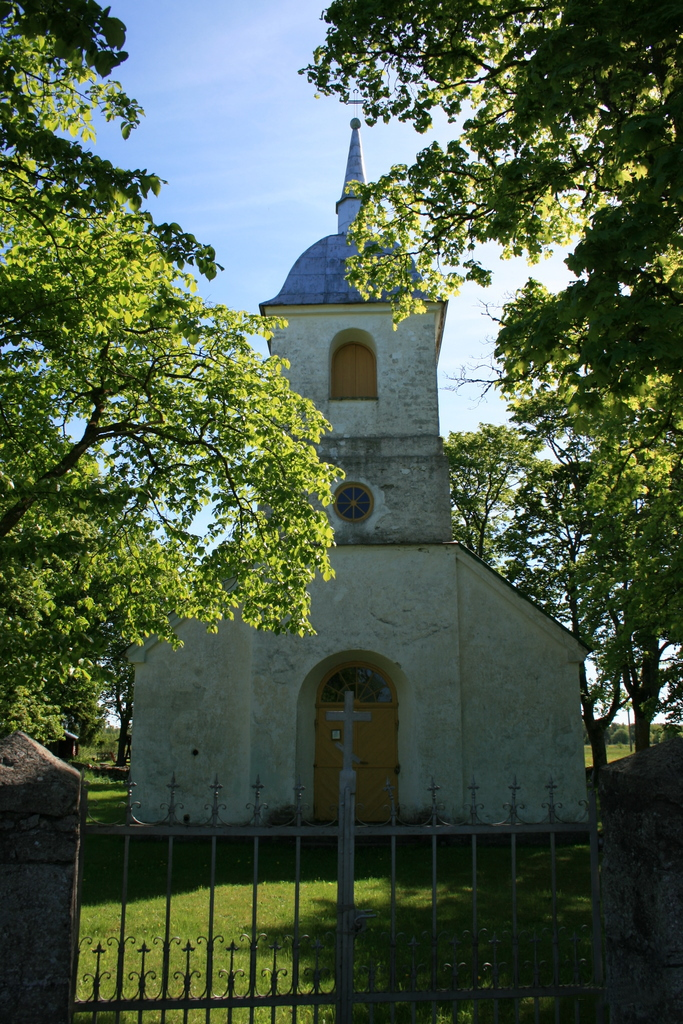
Orthodoxe Kirche

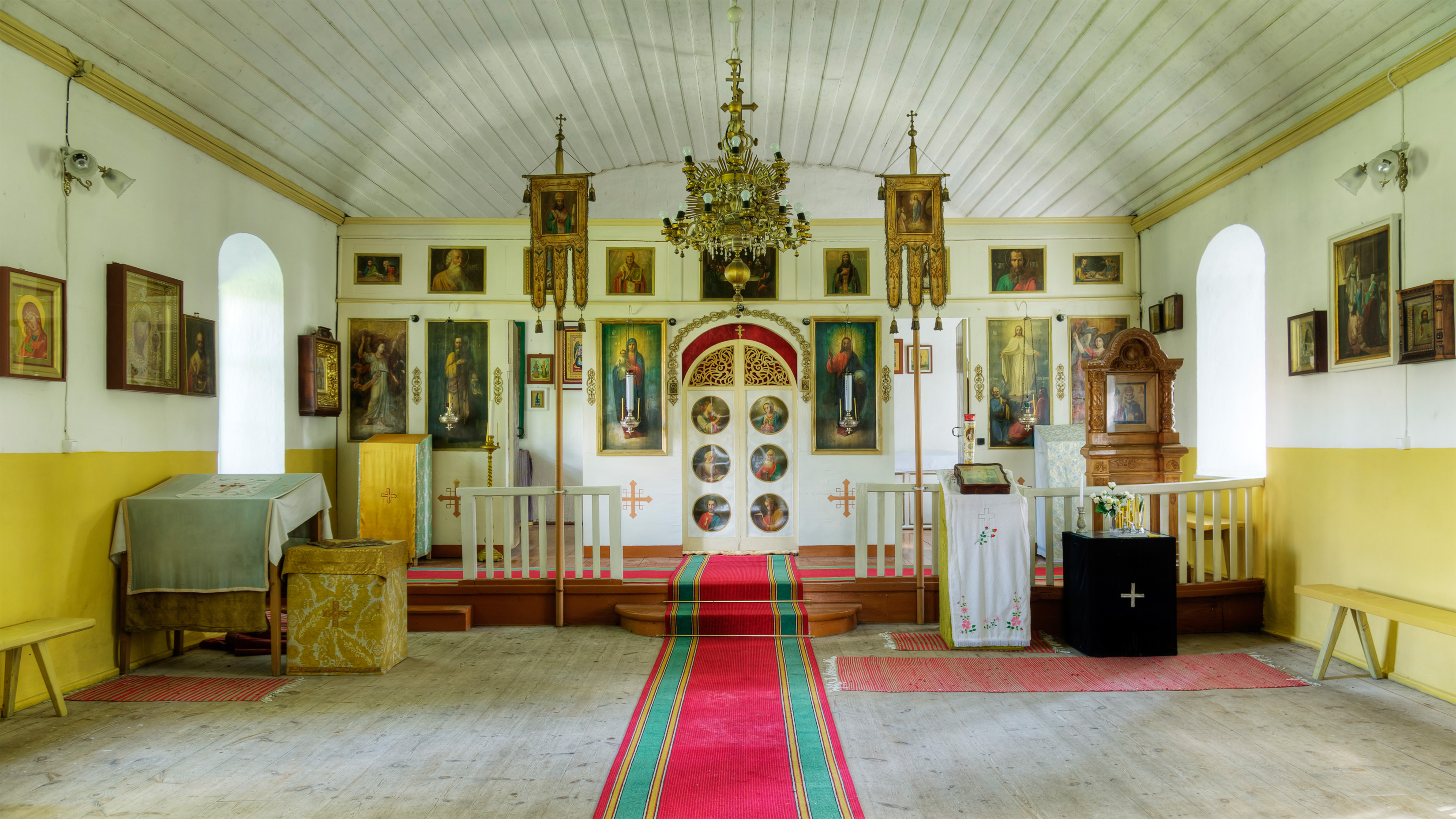
Blick auf die Ikonostase

Lümanda (deutsch Lümmada) ist ein Dorf (estnisch küla) auf der größten estnischen Insel Saaremaa. Es gehört zur Landgemeinde Saaremaa (bis 2017: Landgemeinde Lääne-Saare) im Kreis Saare.

## Einwohnerschaft und Lage
Das Dorf hat 195 Einwohner (Stand 1. Januar 2016).
Es liegt 26 Kilometer nordwestlich der Inselhauptstadt Kuressaare. Der Ort wurde erstmals 1522 urkundlich erwähnt. In dem Dorf befinden sich ein Kulturhaus, eine Bücherei, ein Postamt sowie eine Grundschule. Das Schulgebäude stammt aus dem Jahr 1896.

## Kirche
Die orthodoxe „Kirche der Verklärung des Herrn“ erinnert in ihrem Äußeren stark an die evangelisch-lutherischen Kirchen der Insel. Das zurückhaltend und einfach gestaltete Gotteshaus wurde 1867 errichtet. Auffallend sind seine beiden Türme, die die zwei Naturen Christi symbolisieren (Gott und Mensch). Architektonisch stark betont wird der hohe, viereckige Glockenturm über dem Westeingang. Für die Ikonostase wurden Werke verschiedener Maler zusammengetragen, darunter Arbeiten der finnischen Ikonenmalerin Marietta Hannula.
Die Kirchengemeinde untersteht heute der Estnischen Apostolisch-Orthodoxen Kirche (EAÕK). Zur Kirche gehört auch ein kleiner Friedhof.
Direkt dem Gotteshaus steht das Gebäude der ehemaligen orthodoxen Kirchspielschule mit seinem Mantelschornstein. Es wurde 1875 errichtet. Seit 1997 befindet sich in dem restaurierten Haus ein Restaurant mit traditionell-estnischer Küche.